# أحمد خنشيل
أحمد خنشيل (27 فبراير 1982 بتونس - ) هو لاعب كرة قدم تونسي في مركز صانع ألعاب. لعب مع نادي الأولمبي.